# Alpes (groupe)
Pour les articles homonymes, voir Alpes (homonymie).
Alpes, également appelé Catherine Ribeiro + Alpes, est un groupe de rock 'n' roll français.

## Biographie
Le groupe est formé en 1969 par Patrice Moullet. Entre cette date et 1982, le groupe réalise plus de 500 concerts, et sort 11 albums  33 tours (Philips, Mercury) avec la chanteuse Catherine Ribeiro auteur de l'intégralité des textes, Patrice Moullet signant la quasi-totalité des musiques tout en définissant la direction de l'accompagnement musical, notamment avec ses instruments : cosmophone et percuphone, qui ont largement participé à définir le son Alpes durant toute cette période,. Pour Gonzaï : « Sur la forme, Alpes est un projet libertaire intéressant et singulier, certes. Mais c’est le fond qui va lui donner un supplément d’âme, et le différencier de tous ces autres groupes pour chevelus avachis – Pink Floyd en tête. Or le fond, c’est Ribeiro. [...] Cette fille-là ne porte que du noir, des pieds à la tête ».
En 2002, Francis Campello remonte une branche active Alpes pour le retour sur scène de Catherine Ribeiro, avec les reprises des meilleurs titres des années 1970 ainsi que des créations de 2005 signées Catherine Ribeiro pour les textes et Patrice Moullet pour les musiques. Pour cette nouvelle mouture, Catherine Ribeiro est accompagnée de Francis Campello à la basse, de Christophe Bourumeau à la guitare, de Luc Heller à la batterie, de Gilles Thémelin au clavier et de Jean-Yves Lozac'h au pedal steel guitare.
En 2010, Alpes est une identité musicale regroupant l'ensemble des musiciens, danseurs, ingénieurs, scénographes ayant participé aux activités du groupe. Les activités de Alpes 2010 sous la direction de Patrice Moullet couvrent différents axes autour de la musique : recherche musicale, création d'instruments utilisant les nouvelles technologies, création musicale, créations de spectacles, enregistrements et mixages son-vidéo, etc. Alpes est basé dans l'atelier de Patrice Moullet à la Défense, près de Paris, et regroupe un ensemble de trente personnes actives dans les divers secteurs.

## Discographie
- 1970 : No 2
- 1971 : Âme debout
- 1972 : Paix
- 1974 : Le Rat débile et l'Homme des champs
- 1975 : Libertés ?
- 1977 : Le Temps de l'autre
- 1979 : Passions
- 1980 : La Déboussole

## Membres
Principaux musiciens de Alpes (entre 1968 et 2014 et par ordre chronologique).
- Patrice Moullet — guitare à 24 cordes, guitare classique, percuphone, cosmophone) (1967—2014)
- Alain Aldag — batterie, orgue (1968—1969, sur 2 bis)
- Patrick Rousset — batterie (1969—1970) (a été notamment le batteur duconcert d'Aix-en-Provence en août 1970 devant 100 000 personnes pour la création du titre Poème non épique — il est aussi le batteur du 45 t Ribeiro-Alpes pour le titre Thème en bref (indicatif RTL))
- Claude Thiébaut — percuphone (1971)
- Denis Cohen — piano, synthétiseur, percussion d'orchestre) (1969—1971, 1974)
- Patrice Lemoine — synthétiseurs - orgue Viscount (1971—1973, 1976—2014, a notamment participé à l'album Paix et au concert à la cathédrale de Bruxelles)
- Sébastien Lemoine — basse électrique, percuphone (1971—1973)
- Daniel Motron — orgue Farfisa, synthétiseurs (1973—2014)
- Gérald Renard — basse, percuphone (1973—1975)
- Henri Texier — contrebasse, basse électrique (1975)
- Carole Rayne  — batterie (1975)
- Jean-Daniel Couturier — basse (sur Le Temps de l'autre)
- Francis Campello — basse (1976—2014, a donné une influence jazz-rock avec son ami Pierre Gasquet)
- Mireille Bauer percussions (1976)
- David Rose — violon (1976)
- Pierre Gasquet — percussions (1979—2014)
- Aldo Martinig — claviers (1986, sur Percuphonante)
- Thierry Hochstätter — batterie, percussions (1999—2014)
- JB Meier — percussions (1999—2014)
- Julio Arozarena — performances, danse, chorégraphie (1999—2014)
- Christophe Bourumeau — guitare (2005—2008)
- Luc Heller — batterie (2005-—2008)
- Gilles Thémelin — piano (2005—2008)
- Jean-Yves Lozac'h — pedal steel guitar (2005—2008)